# St. Wolfgang (Hausen)

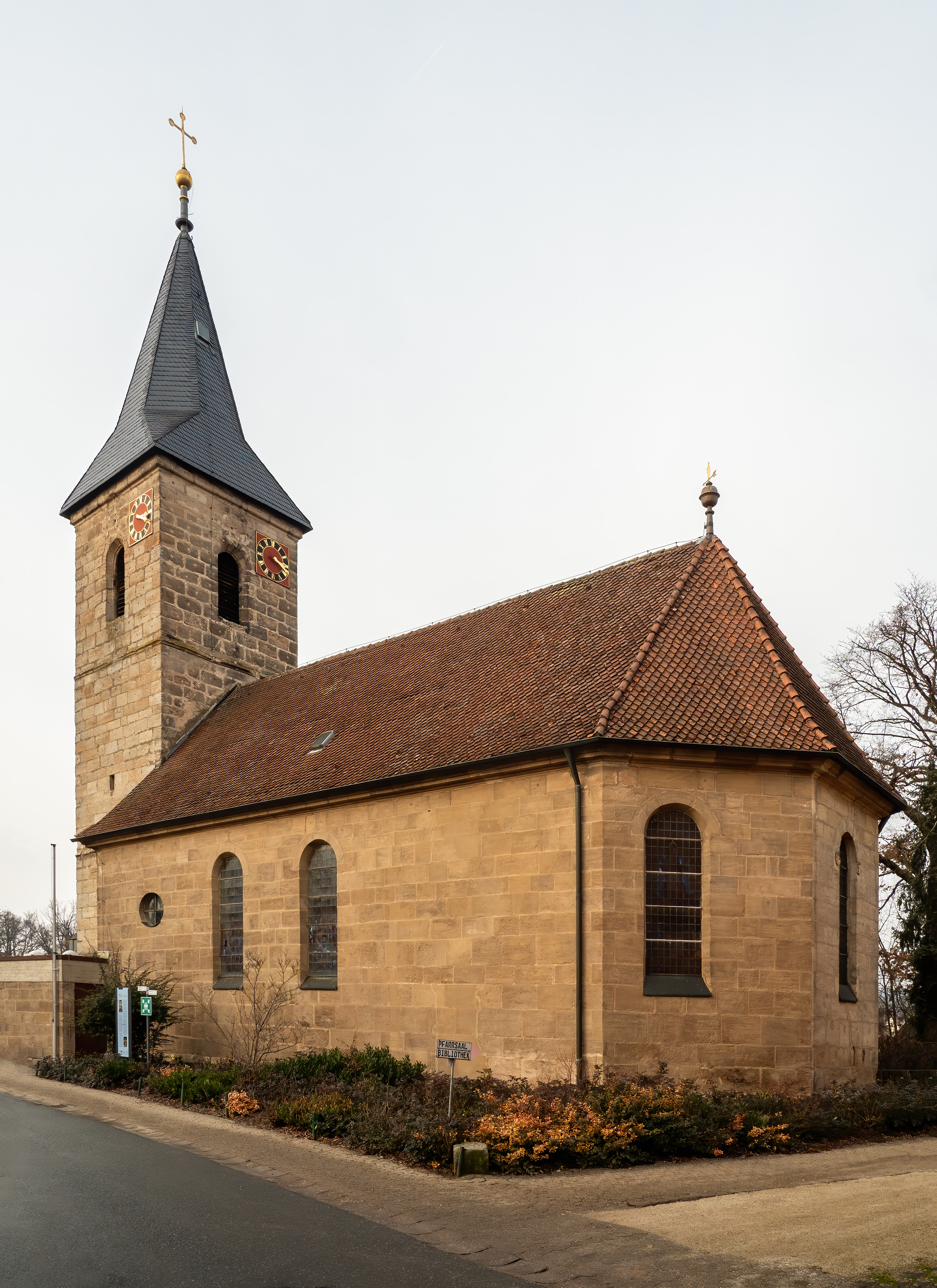
St. Wolfgang (Hausen)

Die römisch-katholische, denkmalgeschützte Pfarrkirche St. Wolfgang steht in Hausen, einer Gemeinde im Landkreis Forchheim (Oberfranken, Bayern). Das Bauwerk ist unter der Denkmalnummer D-4-74-134-1 als Baudenkmal in der Bayerischen Denkmalliste eingetragen. Die Pfarrei gehört zum Seelsorgebereich Forchheim im Dekanat Bamberg des Erzbistums Bamberg.

## Beschreibung

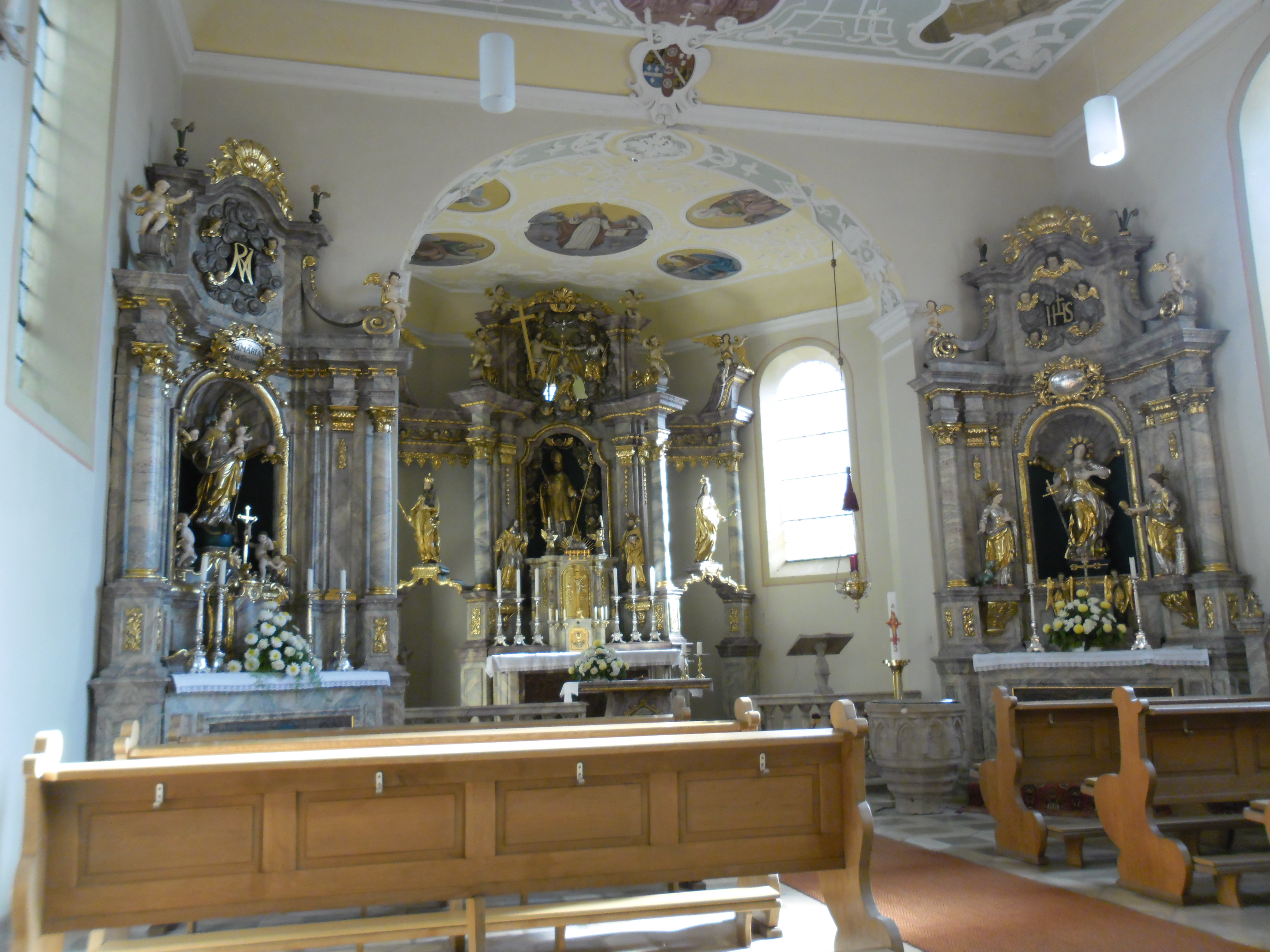
Blick auf den Altarraum

Die spätgotische Saalkirche aus Quadermauerwerk ließen 1468 die Patrizier Haller von Hallerstein bauen. Ihr Langhaus hat einen dreiseitig geschlossenen Chor im Osten, der mit den Wänden des Langhauses fluchtet und einen Fassadenturm im Westen, der 1865 mit einem achtseitigen, schiefergedeckten Knickhelm bedeckt wurde. Die Flachdecke des Langhauses hat Christian Leinberger 1728/29 mit Stuck verziert. Die Kirchenausstattung entstand in den 1730er Jahren. Die Orgel mit 12 Registern, 2 Manualen und einem Pedal wurde 1979 von der Orgelbau Eisenbarth errichtet. Nach dem Zweiten Weltkrieg wurde die alte Kirche zu klein und durch einen Neubau ergänzt. So entstand ein Bauensemble aus alter und neuer Kirche.